# Papa Urban al II-lea
Papa Urban al II-lea (n. 1035, Châtillon-sur-Marne, Champagne-Ardenne, Franța – d. 29 iulie 1099, Roma, Statele Papale) a fost papă la Roma, conducător bisericii catolice din 1088 până în 1099. El a fost beatificat pe 14 iulie 1881 de papa Leo al XIII-lea, aceasta reprezentând etapa anterioară canonizării.

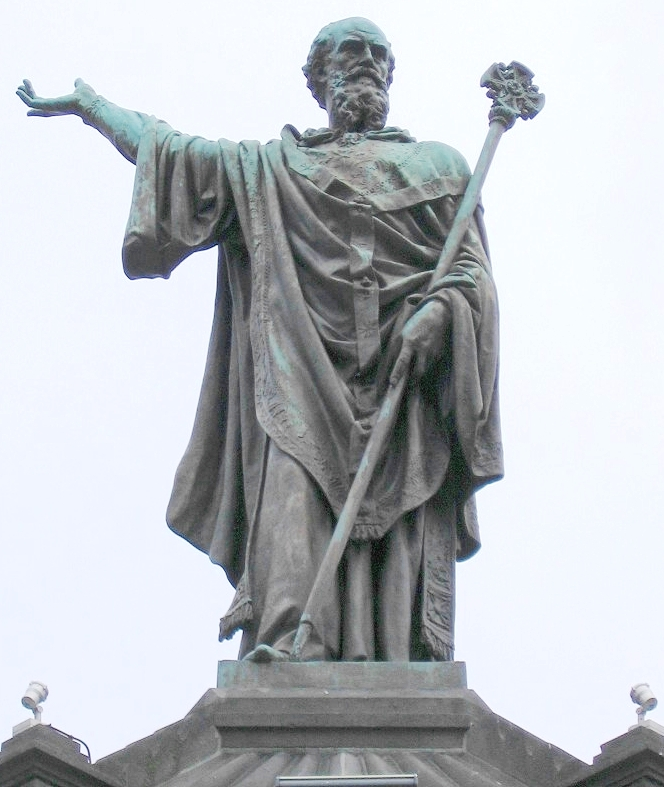
Papa Urban al II-lea

## Conciliul de la Clermont
În 1095, împăratul bizantin Alexios I Comnen a trimis emisari în Occident cerând ajutor militar împotriva turcilor selgiucizi. Mesajul a fost primit de Papa Urban al II-lea la Conciliul de la Piacenza; în același an, în noiembrie, Urban a cerut Conciliului de la Clermont să discute chestiunea mai pe larg. Când a convocat conciliul, Urban a cerut episcopilor și abaților cărora li s-a adresat direct, să vină împreună cu cei mai de seamă nobili din provinciile lor. Discursul Papei din 27 noiembrie a fost punctul de cotitură al Primei Cruciade.